# Робін Тихи
Робін Амін Тихи (швед. Robin Amin Tihi, нар. 16 березня 2002 Стокгольм, Швеція) — шведський та фінський футболіст марокканського походження, захисник клубу АІК і молодіжної збірної Фінляндії.

## Ігрова кар'єра

### Клубна
Робін Тихи народився у Стокгольмі. Футболом почав займатися у місцевому клубі «Васалундс». Згодом він перебрався до молодіжної команди іншого столичного клубу — АІКа.
У червні 2020 року Тихи підписав з клубом чотирирічний контракт. Вперше вийшов на поле в основі 14 червня в матчі проти «Еребру». Робін вийшов з перших хвилин і на 59-й хвилині відзначився забитим голом. По завершенні матчу його було визнано найкращем гравцем поєдинку.

### Збірна
У 2018 році Робін Тихи зіграв кілька матчів у складі юнацької збірної Швеції. Але у 2020 прийняв запрошення до молодіжної збірної Фінляндії.